# Sezen Aksu
Pour les articles homonymes, voir Aksu.
Sezen Aksu, (prononcé /se.ˈzɛn ɑcˈsu/, née le 13 juillet 1954 à Denizli, Turquie), est une autrice-compositrice-interprète turque. Elle est l'autrice de la chanson qui a fait de Tarkan une star mondialement connue avec le titre Şımarık à la fin des années 1990. Elle a composé de nombreux morceaux et albums pour différents interprètes et dans différentes langues (arménien, grec, kurde).

## Biographie
Née à Denizli, Sezen Aksu a grandi à Izmir à partir de l'âge de 3 ans. Après le lycée, elle entame des études à l'institut d'agronomie local, mais abandonne rapidement cette voie pour se consacrer à la musique.
Elle et Ajda Pekkan sont considérées comme les précurseurs de la musique pop turque dans les années 1970. Sa notoriété a d'ailleurs dépassé les frontières turques pour s'étendre aux Balkans et à la Grèce. Sa musique a notamment été remarquée lorsque sa protégée Sertab Erener gagna l'Eurovision en 2003. Elle s'est aussi tournée vers l'Europe et les États-Unis.
Nombre de ses chansons composent la bande originale de la série Le fate ignoranti, la série télévisée de Ferzan Özpetek, sortie en 2022.
Elle se bat pour de nombreuses causes, telles que les droits des femmes, l'environnement ou l'éducation en Turquie. Aksu s'est mariée et a divorcé quatre fois, mais a conservé le nom de son premier mari, Ali Engin Aksu, docteur en géologie résidant actuellement au Canada. Elle a eu un enfant avec Sinan Özer.

## Carrière
Sezen Aksu sortit son premier single, Haydi Şansım/Gel Bana (Aller, Ma Chance/Viens à moi) en 1975 sous le nom de Sezen Seley. Elle resta cependant peu connue jusqu'à la sortie en 1976 de son single Olmaz Olsun/Vurdumduymaz (J'espère que ça n'arrivera jamais/Insensible) qui atteignit la première place du classement des ventes de disques turc. Son premier album est sorti en 1978 sous le nom Serçe (Moineau), ce qui lui a valu son surnom donné par un journaliste.

## Discographie
- 1977 : Allahaısmarladık (Adieu)
- 1978 : Serçe (Moineau)
- 1980 : Sevgilerimle (Amicalement)
- 1981 : Ağlamak Güzeldir (en) (C'est beau de pleurer)
- 1982 : Firuze (Turquoise)
- 1984 : Sen Ağlama (Ne pleure pas)
- 1986 : Git (Pars)
- 1988 : Sezen Aksu'88
- 1989 : Sezen Aksu Söylüyor (Sezen Aksu chante)
- 1991 : Gülümse (en) (Souris)
- 1993 : Deli Kızın Türküsü (Les Chansons d'une Folle)
- 1994 : Işık Doğudan Yükselir (en) (La Lumière s'élève par l'Est)
- 1995 : Düş Bahçeleri (Jardins de Rêves)
- 1996 : Düğün ve Cenaze (Mariage et Enterrement)
- 1998 : Adı Bende Saklı (en) (Son Nom est caché en moi)
- 2000 : Deliveren
- 2002 : Şarkı Söylemek Lazım (Il faut chanter)
- 2003 : Yaz Bitmeden (Avant que l'été ne se termine)
- 2005 : Bahane (Prétexte)
- 2005 : Bahane/Remixes
- 2005 : Kardelen (Perce-neige)
- 2008 : Deniz Yıldızı (L'étoile de mer)
- 2009 : Yürüyorum Düş Bahçelerinde (Je marche dans les jardins de rêves)
- 2011 : Öptüm (Je t'embrasse)
- 2011 : Öptüm/Remix
- 2017 : Biraz Pop Biraz Sezen (Un peu de Pop Un Peu de Sezen)

## Hommages
- L'astéroïde de la ceinture principale (266854) Sezenaksu lui est dédié.